# 驴肉火烧
驴肉火烧是流行于华北地区的小吃，起源于河北省，即把熟驴肉夹到火烧中食用。驴肉火烧主要分为保定徐水区和沧州河间县两大派。

## 徐水派

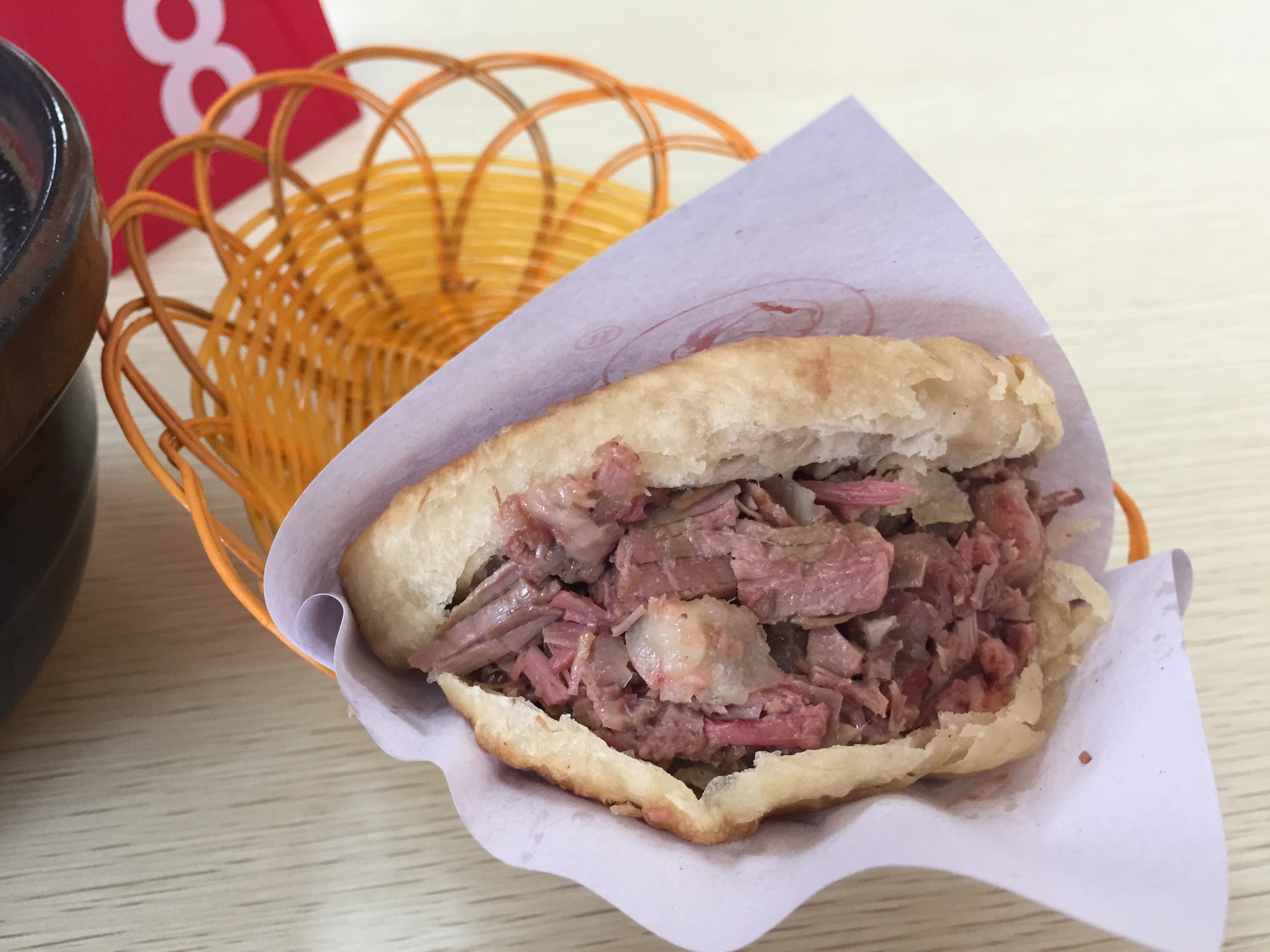
保定式驴肉火烧

### 历史
传说把持漕河镇航运的漕帮与贩运私盐的盐帮起了争议，盐帮改走陆路，漕帮则因愤常常袭击盐帮，杀驴而食。

### 特点
圆形火烧，香脆为佳，夹以刚出锅剁碎的卤制太行驴肉，肥瘦相间，有时配以驴板肠。
驴肉和焖子、灌肠等搭配，味佳，也是地方特色。
正宗也有配以驴渣及下水、心、肝等肾脏。多汁，味鲜。

## 河间派

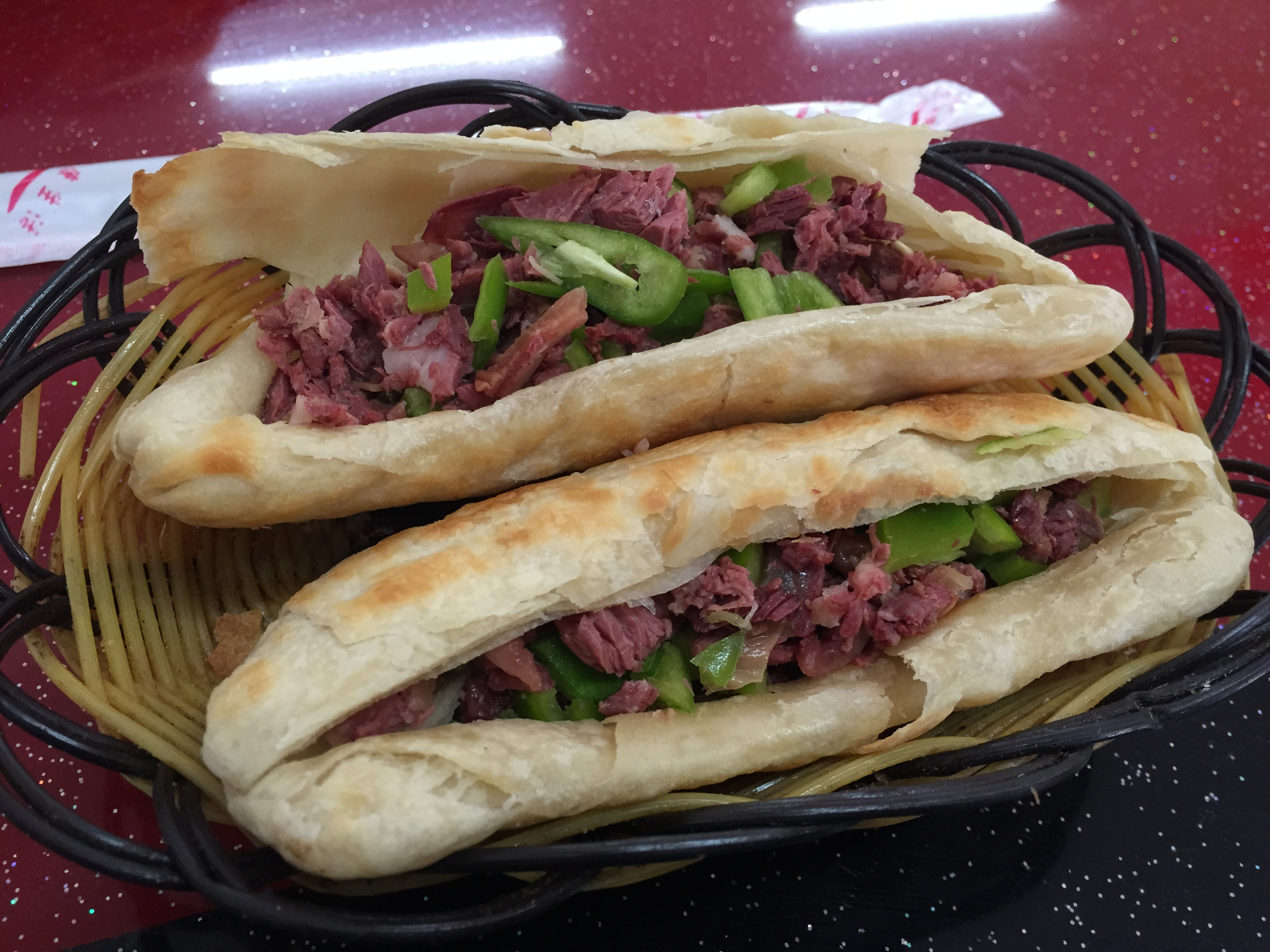
河间式驴肉火烧

### 特点
热的长方火烧，夹以凉的大片或者剁碎的酱制渤海驴肉，有时配以驴汤焖子（烹制驴肉的汤加驴油和淀粉调和，凝固后而成）和剁碎的青椒等蔬菜，爽口少汁。